# 宿务大学
宿务大学成立于1964年，是位于菲律宾宿务市的一所涵盖幼儿园、小学、初中、高中、大学本科以及研究生，被菲律宾大学教育委员会（PACU-COA）承认的教育机构。目前有四个校区：宿务市的主校区、巴尼拉德校区、曼巴林校区和曼達維市UC-LM校区。原先的宿务大学南校区已经被拆毁。

## 历史
最初是一群年轻人在律师Augusto W. Go的带领下，成立了叫做宿务商学院（英語：Cebu College of Commerce）的教育机构，最早开设商学（BSC）和秘书学（ASS）专业，招收600名学生。之后，学校更名为宿务中央学院（英語：Cebu Central Colleges），最后更名为宿务大学。
从1964年4月1日建校时只有少数入学者，到2014年超过60,000名学生，宿务大学一直秉承着“不涨学费”的博爱精神。2013年，学校荣获菲律宾大学教育委员会认证為第四大菲律宾教育机构以及特殊奖的殊荣。

## 院系设置

### 本科生学院
- 商学院
- 计算机学院
- 刑事司法学院
- 土木工程学院
- 酒店管理学院
- 文理学院
- 轮机学院
- 航运学院
- 报关学院
- 师范教育学院
- 法学院
- 护理学院

### 研究生学院
- 教育博士
- 刑事司法哲学博士
- 工商管理博士
- 工商管理硕士
- 初级管理学硕士
- 刑事司法专业理学硕士
- 护理学硕士（男子）
- 教育科学硕士
- 小学管理科学硕士

### 海事培训学院
- 海事培训[4]

## 校园风景

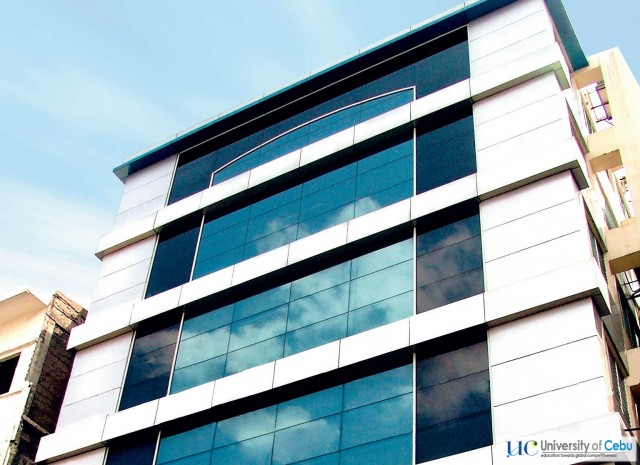
宿务大学主校区
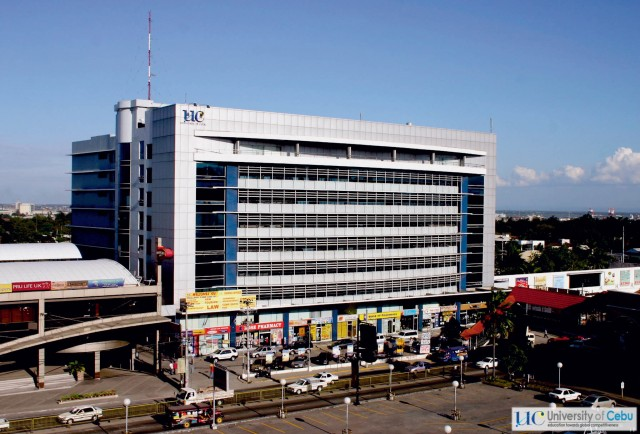
宿务大学巴尼拉德校区
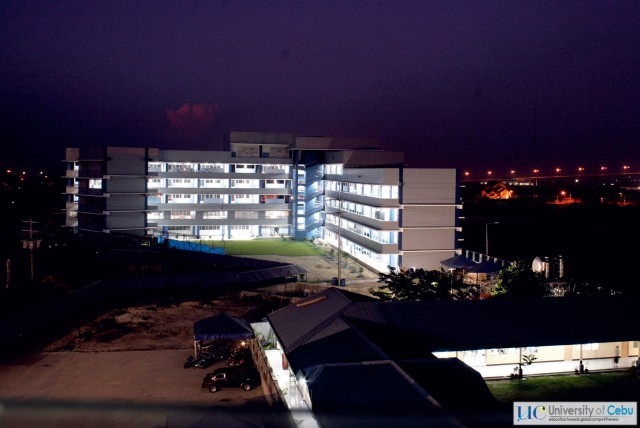
宿务大学拉普拉普及曼達維校区
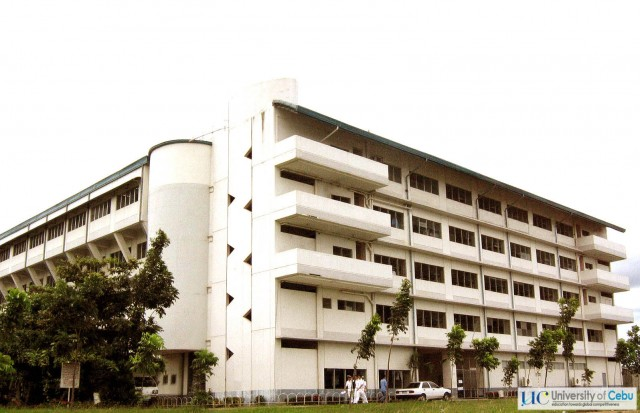
宿务大学曼巴林校区

## 知名校友
- 弗雷迪·阿布達
- 卡拉·亨利
- June Mar Fajardo
- 多登·霍蒂維羅斯
- Brian Heruela
- Biboy Ravanes